# Apanteles absonus
Apanteles absonus är en stekelart som beskrevs av Muesebeck 1965. Apanteles absonus ingår i släktet Apanteles och familjen bracksteklar. Inga underarter finns listade i Catalogue of Life.